# Дёмин, Иван Анатольевич
Иван Анатольевич Дёмин (род. 28 февраля 1974, Перхурово, Московская область) — советский и российский хоккеист, нападающий.

## Биография
Воспитанник воскресенского «Химика», провёл за команду в высшей лиге и в МХЛ 11 матчей в сезонах-1991/92 — 1992/93. В дальнейшем играл за «Марс» Тверь (1992/93), «Сокол» Луховицы (1993/94), «Буран» / «Воронеж» (1994/95 — 1998/99).